# Blanca Aguete
Blanca Aguete (Blanca María Aguete)  es una actriz y presentadora de televisión española. También fue conocida por el nombre artístico de Silvana Sandoval.

## Biografía
Sus primeros pasos profesionales iban enfocados a la interpretación, y participa, con pequeños papeles y bajo el nombre artístico de Silvana Sandoval, en películas como No somos de piedra (1968), de Manuel Summers o Escalofrío diabólico (1971).
En 1972 su rostro se hace de repente muy popular al ser seleccionada por Chicho Ibáñez Serrador para ser una de las azafatas del nuevo concurso que comenzará a dirigir en TVE: Un, dos, tres... responda otra vez. El impacto del programa es tal que todos los que intervienen de una u otra manera en el programa pasan a ser personajes muy conocidos y apreciados por el público.
Aprovechando ese momento, Blanca abandona el programa pocos meses después de su estreno para relanzar su carrera cinematográfica, siendo sustituida por Ágata Lys. 
Rueda entonces Celos, amor y Mercado Común (1973), de Alfonso Paso, con Tony Leblanc y Doctor, me gustan las mujeres, ¿es grave? (1974), de Ramón Fernández, con José Luis López Vázquez. Sin embargo, no tuvo demasiada suerte en su carrera de actriz que no acabó de cuajar, y tan sólo rodó una película más Ésta que lo es (1977), con Lina Morgan.
A partir de ese momento centra su trayectoria en televisión. Recupera su auténtico nombre de Blanca Aguete, y trabaja primero como locutora de continuidad, avanzando la programación del día y más adelante conduce el espacio musical Evocación (1982-1983). 
En 1981 contrajo matrimonio con el ingeniero químico Ignacio Quintero.
Entre 1991 y 1996 fue una de las colaboradoras de María Teresa Campos en el magacín matinal que conducía en Televisión española: Pasa la vida.
Desde 1997 su voz volvió a ser más conocida que su rostro, pues fue una de las redactoras habituales de los programas de crónica social Gente y Corazón, corazón, también en TVE hasta su retirada en 2008.